# Austin 3-litre
Austin 3-Litre är en personbil, tillverkad av den brittiska biltillverkaren Austin mellan 1967 och 1971.
British Motor Corporation hade jobbat med sitt nya flaggskepp sedan början av sextiotalet. Man hade byggt prototyper av Wolseley- och Vanden Plas-versioner, men den Austin 3-Litre som presenterades hösten 1967 var den enda som kom att produceras. När de första bilarna levererades till kund ett halvår senare, hade Leyland Motors tagit över företaget.
BMC:s ekonomer bestämde att företagets prestigevagn skulle dela karossens passagerarutrymme med den mindre 1800-modellen. Eftersom den större bilen var bakhjulsdriven tillkom en kardantunnel som inkräktade på utrymmet. Effekterna på bilens utseende var inte heller de särskilt positiva. Motorn var en mindre och lättare vidareutveckling av företrädarens sexcylindriga C-motor. Den hade nu sjulagrad vevaxel och avvändes även i MGC. Bilen hade individuell hjulupphängning runt om med automatisk nivåreglering bak. Från 1800:n hämtades även den hydrauliska Hydrolastic-fjädringen som gav ovanligt god komfort. Redan hösten 1968 uppdaterades bilen till ”de Luxe”-utförande, med lyxigare interiör och bättre säten.
Försäljningen av Austin 3-Litre blev ett stort misslyckande. Delvis kan detta skyllas på den kontroversiella formen och att den nya ledningen inte satsade en penny på marknadsföring. Men märket Austin hade i slutet av sextiotalet främst kommit att förknippas med framhjulsdrivna småbilar och kundgruppen föredrog prestigen hos konkurrenter som Rover P6 och Triumph 2500. När produktionen avslutades våren 1971 hade man byggt 9 992 bilar och med 3-Litre upphörde tillverkningen av stora Austin-bilar.